# 1906年の政治
1906年の政治（1906ねんのせいじ）では、1906年（明治39年）の政治分野に関する出来事について記述する。

## できごと

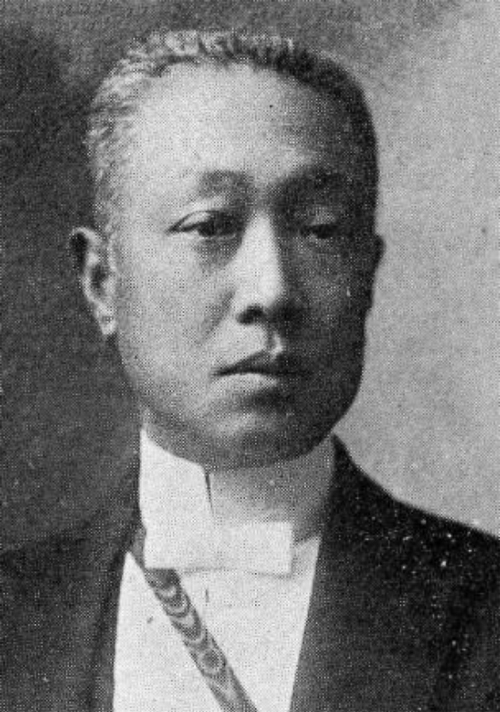
西園寺公望

### 1月
- 1月1日
  - モスクワの労働者による武装蜂起が近衛連隊により鎮圧される。
  - ドイツ軍参謀総長アルフレート・フォン・シュリーフェン将軍が辞任。後任はヘルムート・ヨハン・ルートヴィヒ・フォン・モルトケ中将（小モルトケ）。
- 1月7日
  - 第1次西園寺公望内閣が成立。
  - 在米および在独公使館を大使館に昇格。
- 1月11日 - ロシアで社会革命党（エスエル）が第1回党大会を開催。
- 1月12日 - イギリス総選挙。自由党が過半数を獲得。労働代表委員会が29議席を獲得する。
- 1月14日 - 日本平民党結成。
- 1月16日 - アルヘシラス会議が開催され、モロッコ問題についてドイツ・フランスなどの列強が協議する。
- 1月18日 - フランス大統領にアルマン・ファリエールが就任する。
- 1月19日 - 東京・芝公園で新聞同盟大会開催。桂太郎前内閣の新聞弾圧を徹底追及することを決議する。
- 1月28日 - 堺利彦らによって日本社会党が結成される。
- 1月29日 - 濱尾新東京帝国大学総長・戸水寛人前教授と会談し、戸水の帝大教授復帰が決定。戸水事件が解決。

### 2月

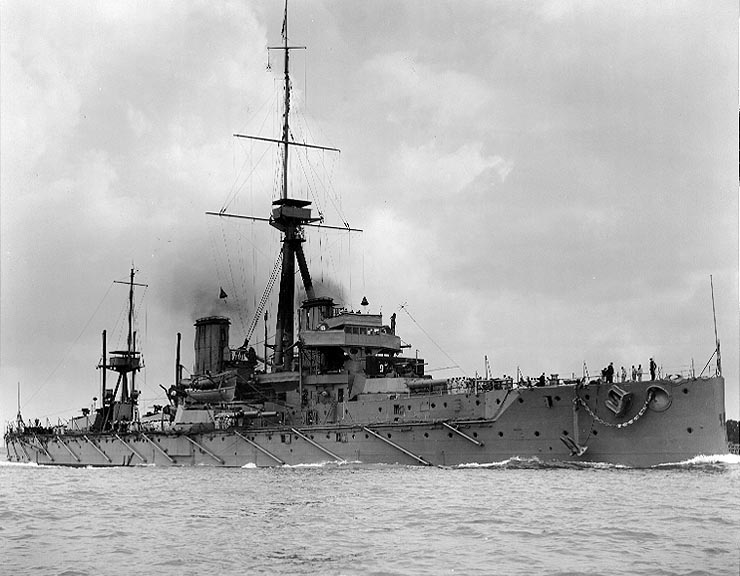
戦艦ドレッドノート。イギリス海軍当局は、新造戦艦建造に当たり、日本海海戦を徹底研究した。ドレッドノートの出現により、戦艦三笠、ボロジノなどは一挙に旧式化した。

- 2月9日 - 韓国駐在の日本憲兵に対して、従来の軍事警察権に加え、行政・司法警察権を掌握させる勅令を公布。
- 2月10日 - 戦艦ドレッドノートがイギリスのポーツマスで進水。
- 2月11日 - 普通選挙同盟会が、普選全国同志会を開催。
- 2月16日 - 英労働代表委員会が議会政党に組織を変更、労働党に改称する。
- 2月17日 - ローマ教皇ピウス10世、仏の政教分離法を非難。
- 2月18日 - アルマン・ファリエールがフランス大統領に就任。
- 2月19日 - 英コンノート親王来日。明治天皇にガーター勲章を奉呈。
- 2月20日 - 普選全国同志会、衆議院に普通選挙請願書を提出。
- 2月22日 - 衆議院、警視庁廃止建議案を否決。
- 2月24日
  - キューバ大統領選挙でトマス・エストラーダ・パルマが、ホセ・ミゲル・ゴメスを破り再選されるが、反パルマ派が反乱を起こす。
  - 日本社会党と日本平民党が合同してできた日本社会党第1回党大会。
- 2月28日 - 加藤高明外相が鉄道国有化法案に反対し辞任。

### 3月
- 3月3日 - 鉄道国有化法案、衆議院に提出。
- 3月7日
  - フィンランドで満24歳以上の男女に普通選挙権が付与される。
  - 米カリフォルニア州議会、日本人移民制限決議案を採択。
- 3月19日 - 米英駐日大使、満州の門戸開放、機会均等を申し入れる。
- 3月31日
  - 鉄道国有法公布。
  - 関税定率法改正公布。関税自主権回復に向けた第一歩。

### 4月
- 4月1日
  - サンフランシスコで日本人学童の排斥事件が起こる。
- 4月2日 - 閣議、大連の門戸開放を決定。
- 4月7日
  - アルヘシラス会議終了。
  - 廃兵院法公布。
- 4月10日 - ゲオルギー・ガポン神父暗殺。
- 4月14日 - 西園寺公望首相、軍政実情視察のため、朝鮮、満州に出発。
- 4月18日
  - 警視庁官制改正。警視庁は内務大臣直属となる。
  - サンフランシスコ地震発生。4月18日サンフランシスコ市に大地震が発生。地震直後に火災が発生し、市内は三日間にわたり火の海となり、市街の3分の2が焦土と化した。

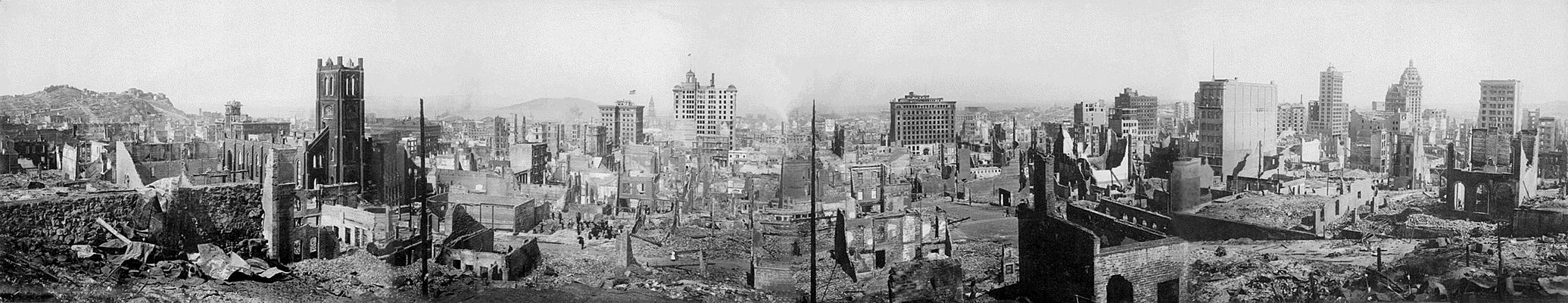
4月18日サンフランシスコ市に大地震が発生。地震直後に火災が発生し、市内は三日間にわたり火の海となり、市街の3分の2が焦土と化した。

- 4月23日 - ロシア社会民主労働党第4回党大会（ストックホルム大会）で、ボリシェヴィキとメンシェヴィキの統一に失敗。レーニンの農業綱領が採択される。
- 4月27日 - 英清がチベット条約調印。
- 4月30日 - 日露戦争凱旋大観兵式が青山練兵場で挙行される。

### 5月
- 5月5日 - ロシア皇帝ニコライ2世が、セルゲイ・ウィッテ首相を罷免する。後任にイワン・ゴレムイキン伯。首相（大臣会議議長）を罷免されたセルゲイ・ウィッテ

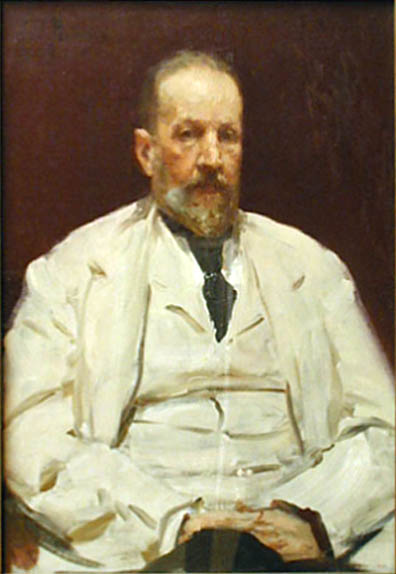
首相（大臣会議議長）を罷免されたセルゲイ・ウィッテ

- 5月6日 - ゴレムイキン露首相、十月詔書を修正し、国家基本法（憲法）を発布。皇帝を専制君主として再規定する。
- 5月10日 - 露第一回国会（第一国会）召集。
- 5月11日 - 日米著作権保護条約公布。
- 5月19日 - ポルトガルで、国王カルロス1世がジョアン・フランコ首相を任命し、独裁権を与える。
- 5月20日 - 仏下院国民議会選挙。ジョルジュ・クレマンソー率いる急進社会党など与党連合が勝利。

### 6月
- 6月8日 - 南満州鉄道株式会社設立に関する勅令が公布される。
- 6月9日 - 牧野伸顕文部大臣が学生の思想、風紀に関して過激、厭世、劣情の書を禁止。合わせて社会主義化防止を訓令する。
- 6月13日 - エジプト人がイギリス軍の将校を殺害（デンシワーイ事件）。
- 6月14日 - ロシア領ビアリストクで大規模なポグロム（ユダヤ人の殺害）が起こる。
- 6月17日 - 露サンクトペテルブルクで政治集会。ロシア皇帝に対して闘う議会を支持する決議。一部部隊反乱。
- 6月18日 - モロッコのスルタンがアルヘシラス議定書を承認する。
- 6月22日 - アメリカ連邦議会、ロシアにおけるユダヤ人迫害を非難。
- 6月23日 - 幸徳秋水、アメリカから帰国。

### 7月
- 7月1日 - 韓国統監府、京釜鉄道、京仁鉄道を買収し管理下に置く。
- 7月4日 - 英仏伊がエチオピアに関する協定を締結。
- 7月10日 - 仏上院で週休法が可決される。
- 7月12日 - 仏でパリ再審法廷がアルフレッド・ドレフュスに対する有罪を破棄し、無罪判決を下す。
- 7月13日
  - 満鉄設立委員会（委員長・児玉源太郎）が設置。
  - 日加通商条約調印。
- 7月21日 - 露第一国会（ドゥーマ）勅令によって解散。ピョートル・ストルイピンが首相となる。
- 7月23日
  - 児玉源太郎死去。
  - リオデジャネイロで第3回パン・アメリカン会議開催。
- 7月24日 - 逓信省、女子職員17人を判任官として採用する。教職を除く判任官としては初めて。
- 7月28日 - 原敬内務大臣、内務省内の山縣有朋の閥を潰すため、県知事6名、事務官30名余りを休職とする。
- 7月30日 - 露クロンシュタットの反乱勃発。

### 8月
- 8月1日
  - 旅順に関東都督府が設置される。
  - 韓国駐剳軍司令部条例公布。
- 8月4日 - 日露通商条約交渉開始。
- 8月5日 - カージャール朝のムザッファル・アッディーン・シャーが国民の要求に屈し、国会の召集に同意する。
- 8月15日 - ローマ教皇ピウス10世がフランスの政教分離政策に反対し、回勅『グラビッシモ・オフィキィ』を出す。
- 8月25日 - ピョートル・ストルイピン露首相暗殺未遂事件。

### 9月
- 9月1日

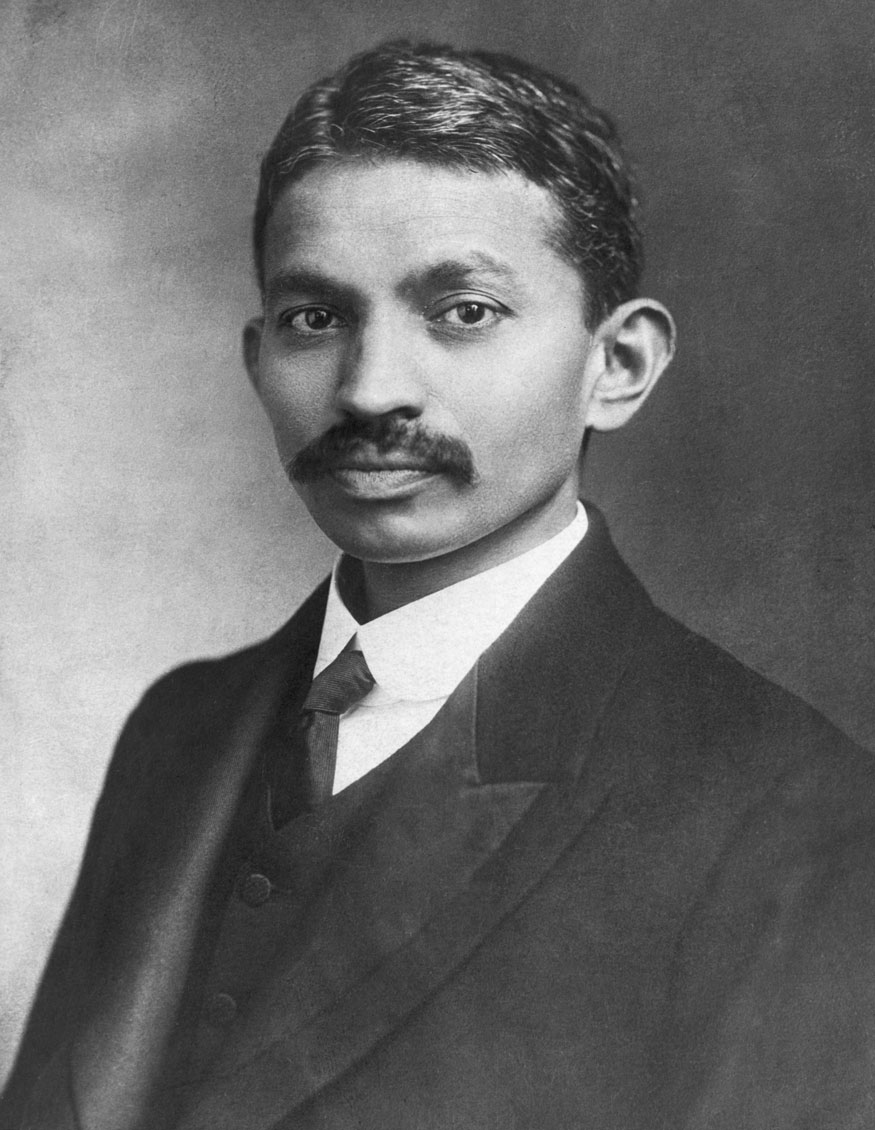
南アフリカ時代のガンディー（1906年）

  - 清国政府、数年を経て、立憲制への移行を宣言。
  - 英領ニューギニア、オーストラリア連邦に編入され、パプアと改称。
  - 大連、自由港として開港。
  - 関東都督府、満鉄付属地に警察署と支所を設置。
- 9月2日
  - ドレスデンで第1回汎ゲルマン大会。
  - 南ア、ヨハネスブルグでインド人弁護士のモハンダス・ガンディーがインド人差別に抗議して非暴力闘争を提唱する。
- 9月22日 - 米ジョージア州アトランタで黒人暴動。アトランタに戒厳が宣告される。

### 10月
- 10月1日
  - エドモンド・モレルが著書『赤いゴム』でコンゴ自由国の内情とベルギー国王レオポルド2世の圧制を糾弾する。
  - 私鉄17社が国有化される。
- 10月7日 - イランで第1回国会開催。
- 10月11日 - 米サンフランシスコ市教育委員会が日本人、韓国人児童を白人児童から隔離し、クレー街の東洋人小学校へ転校させる決議を採択した。
- 10月12日 - 独領南西アフリカ（現在のナミビア）のヘレロ族反乱がドイツ軍に鎮圧される。
- 10月19日 - 中国革命同志会が湖南省で蜂起。
- 10月20日 - 露、農民に対する差別撤廃と住民の選択の自由を認める。
- 10月 - 山縣有朋、帝国国防方針案を上奏する。

### 11月
- 11月1日 - サンフランシスコ学童隔離命令に関して上野季三郎領事がヴィクター・メトカーフ米商務労働長官と会談。
- 11月2日 - レフ・トロツキー、シベリアに流刑。
- 11月6日 - セオドア・ルーズベルトが米大統領に再選される。
- 11月9日 - ルーズベルト大統領、パナマ運河とプエルトリコを視察。現職のアメリカ大統領としては初めての外国訪問。
- 11月15日 - 東京に税関設立。
- 11月21日 - 清国政府、阿片禁止規定を改正。ケシの作付けを10年間禁止。
- 11月22日 - ストルイピン露首相による農業改革（ストルイピン改革）。農村共同体（ミール）の廃止、小作農のミールからの脱退と土地私有化を認める。
- 11月23日 - 江原素六、根本正らが日本平和協会を設立。
- 11月26日 - 南満州鉄道株式会社設立総会。初代総裁に後藤新平。

### 12月
- 12月2日 - ルーズベルト米大統領、日本人学童隔離命令を合衆国最高裁判所に図る。同時に連邦議会での教書演説で反日的な空気に警告を発する。
- 12月4日 - 江西省、湖南省で炭鉱労働者が蜂起し、軍に鎮圧される。
- 12月6日 - 英、南アフリカ・トランスヴァール自治政府を承認。
- 12月7日 - 湖南省で洪福斉天会が蜂起するが、軍に鎮圧される。
- 12月10日 - ルーズベルト大統領にノーベル平和賞。受賞理由は日露戦争講和に対する尽力。
- 12月13日
  - 英仏伊三ヵ国、アビシニア条約を締結。
  - ベルンハルト・フォン・ビューロー独首相、ヘレロ族鎮圧を理由とする追加予算を否決され、帝国議会を解散する。
- 12月14日 - 独キール軍港でドイツ海軍の潜水艦（Uボート）第一号艦U1が進水。
- 12月15日 - 年賀郵便取り扱い制度開始。
- 12月21日 - 英労働争議法成立。
- 12月28日
  - エリフ・ルート米国務長官、日米相互移民禁止条約の締結を提案。
  - カルカッタ（現在のコルカタ）でインド国民会議派大会開催。
- 12月30日 - アガ・カーン3世らにより、ダッカでインド・ムスリム連盟設立準備委員会開催。